# Proacrias xenodice
Proacrias xenodice är en stekelart som först beskrevs av Walker 1842.  Proacrias xenodice ingår i släktet Proacrias och familjen finglanssteklar. Inga underarter finns listade i Catalogue of Life.